# Self Documentary of 日向坂46
《Self Documentary of 日向坂46》（日语：セルフ Documentary of 日向坂46）是日本女子偶像團體日向坂46的冠名節目，由2019年9月29日起至2020年2月23日逢每月最後一個週日日本時間22時30分至23時30分在TBS頻道1播出。

## 概要
該節目為日向坂46的冠名節目，透過成員之間的訪談，挖掘成員內心深層自我的電視節目。每集會邀請三名成員登場，以兩名訪問者對一名受訪者的形式進行訪問，並隨著節目進行轉換角色，藉以縮短成員們的距離感，並引導成員表現自己最真實的一面。此外，節目也對團體活動包括演唱會、握手會、錄影、拍攝等場合進行拍攝，並藉着上述內容向觀眾傳遞日向坂46的真實面貌及魅力之處。

## 演出者
- 日向坂46：
  - 1期生 : 潮紗理菜、加藤史帆、齊藤京子、佐佐木久美、佐佐木美玲、高瀨愛奈、高本彩花、東村芽依、影山優佳
  - 2期生 : 金村美玖、河田陽菜、小坂菜緒、富田鈴花、丹生明里、濱岸日和、松田好花、宮田愛萌、渡邊美穗
  - 3期生 : 上村日菜乃、髙橋未来虹、山口陽世、森本茉莉

## 集數列表
| 1 | 09月29日 | 佐佐木久美、高本彩花、東村芽依 |
| 2 | 10月27日 | 潮紗理菜、高瀨愛奈、宮田愛萌   |
| 3 | 11月24日 | 金村美玖、小坂菜緒、上村日菜乃 |
| 4 | 12月29日 | 富田鈴花、松田好花、渡邊美穗   |

| 5 | 01月26日 | 加藤史帆、齊藤京子、佐佐木美玲 |
| 6 | 02月23日 | 河田陽菜、丹生明里、濱岸日和   |

| 7 | 06月26日 | 髙橋未来虹、山口陽世、森本茉莉 |
| 8 | 07月17日 | 影山優佳                       |

## 外部連結
- 官方網頁 - TBS電視台 （日語）
- Self Documentary of 日向坂46的X（前Twitter）